# فوكوي (فوكوي)
مدينة فوكوي (بالإنجليزية: Fukui)‏ هي أحد المدن التابعة لمحافظة فوكوي. تأسست رسميًا في 1889-04-01. ويقدر عدد سكانها بـ 268574 نسمة حسب تقدير مكتب الإحصاء الياباني لعام 2012. تبلغ مساحة فوكوي 536.17 كم2. بكثافة سكانية تبلغ 501 نسمة/كم2.

## المناخ
يظهر الجدول التالي التغييرات المناخية على مدار السنة لفوكوي:
| البيانات المناخية لـفوكوي         | البيانات المناخية لـفوكوي | البيانات المناخية لـفوكوي | البيانات المناخية لـفوكوي | البيانات المناخية لـفوكوي | البيانات المناخية لـفوكوي | البيانات المناخية لـفوكوي | البيانات المناخية لـفوكوي | البيانات المناخية لـفوكوي | البيانات المناخية لـفوكوي | البيانات المناخية لـفوكوي | البيانات المناخية لـفوكوي | البيانات المناخية لـفوكوي | البيانات المناخية لـفوكوي |
| الشهر                             | يناير                     | فبراير                    | مارس                      | أبريل                     | مايو                      | يونيو                     | يوليو                     | أغسطس                     | سبتمبر                    | أكتوبر                    | نوفمبر                    | ديسمبر                    | المعدل السنوي             |
| --------------------------------- | ------------------------- | ------------------------- | ------------------------- | ------------------------- | ------------------------- | ------------------------- | ------------------------- | ------------------------- | ------------------------- | ------------------------- | ------------------------- | ------------------------- | ------------------------- |
| متوسط درجة الحرارة الكبرى °م (°ف) | 5.9 (42.6)                | 6.4 (43.5)                | 10.7 (51.3)               | 17.8 (64.0)               | 22.6 (72.7)               | 25.7 (78.3)               | 29.8 (85.6)               | 31.5 (88.7)               | 26.9 (80.4)               | 21.0 (69.8)               | 15.4 (59.7)               | 9.5 (49.1)                | 18.6 (65.5)               |
| المتوسط اليومي °م (°ف)            | 2.6 (36.7)                | 2.7 (36.9)                | 5.9 (42.6)                | 12.5 (54.5)               | 17.5 (63.5)               | 21.2 (70.2)               | 25.4 (77.7)               | 26.7 (80.1)               | 22.1 (71.8)               | 15.9 (60.6)               | 10.5 (50.9)               | 5.5 (41.9)                | 14.0 (57.3)               |
| متوسط درجة الحرارة الصغرى °م (°ف) | −0.2 (31.6)               | −0.5 (31.1)               | 1.8 (35.2)                | 7.7 (45.9)                | 12.7 (54.9)               | 17.5 (63.5)               | 21.7 (71.1)               | 22.6 (72.7)               | 18.4 (65.1)               | 11.6 (52.9)               | 6.4 (43.5)                | 2.2 (36.0)                | 10.2 (50.3)               |
| الهطول مم (إنش)                   | 306.9 (12.08)             | 193.2 (7.61)              | 148.1 (5.83)              | 141.1 (5.56)              | 145.8 (5.74)              | 204.7 (8.06)              | 220.0 (8.66)              | 133.6 (5.26)              | 216.8 (8.54)              | 162.4 (6.39)              | 202.7 (7.98)              | 293.0 (11.54)             | 2٬368٫3 (93.25)           |
| متوسط تساقط الثلوج سم (إنش)       | 136 (54)                  | 93 (37)                   | 20 (7.9)                  | 0 (0)                     | 0 (0)                     | 0 (0)                     | 0 (0)                     | 0 (0)                     | 0 (0)                     | 0 (0)                     | 1 (0.4)                   | 46 (18)                   | 296 (117.3)               |
| متوسط الرطوبة النسبية (%)         | 82                        | 79                        | 73                        | 69                        | 70                        | 76                        | 77                        | 75                        | 78                        | 77                        | 78                        | 81                        | 76                        |
| ساعات سطوع الشمس الشهرية          | 58.8                      | 73.6                      | 130.5                     | 164.3                     | 196.1                     | 147.7                     | 167.3                     | 204.1                     | 140.7                     | 145.4                     | 104.5                     | 68.6                      | 1٬601٫6                   |
| المصدر: NOAA (1961-1990)          |                           |                           |                           |                           |                           |                           |                           |                           |                           |                           |                           |                           |                           |

## توأمة
لفوكوي (فوكوي) اتفاقيات توأمة مع كل من:
- فينزن
- نيو برونزويك

## معرض صور

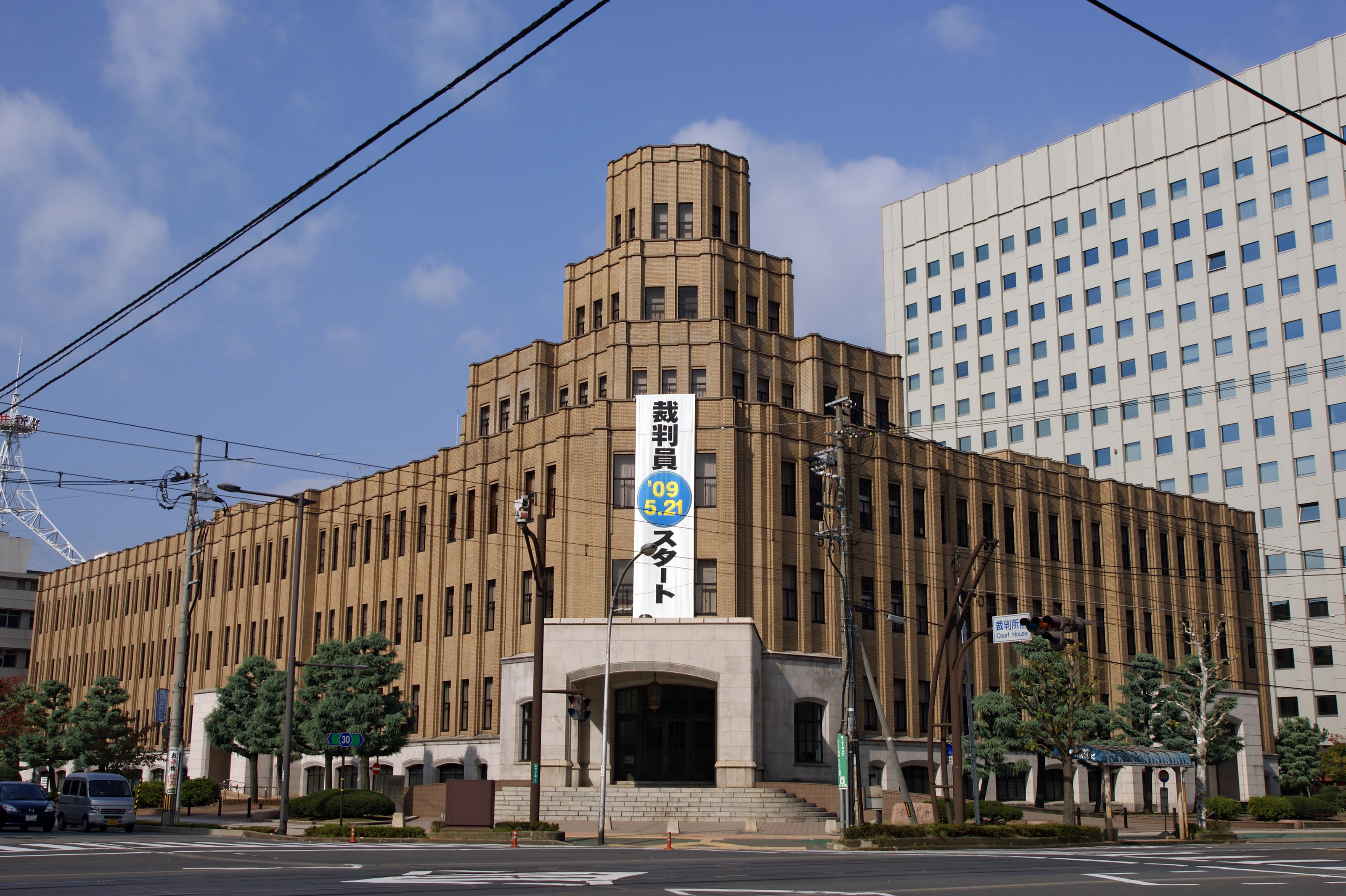
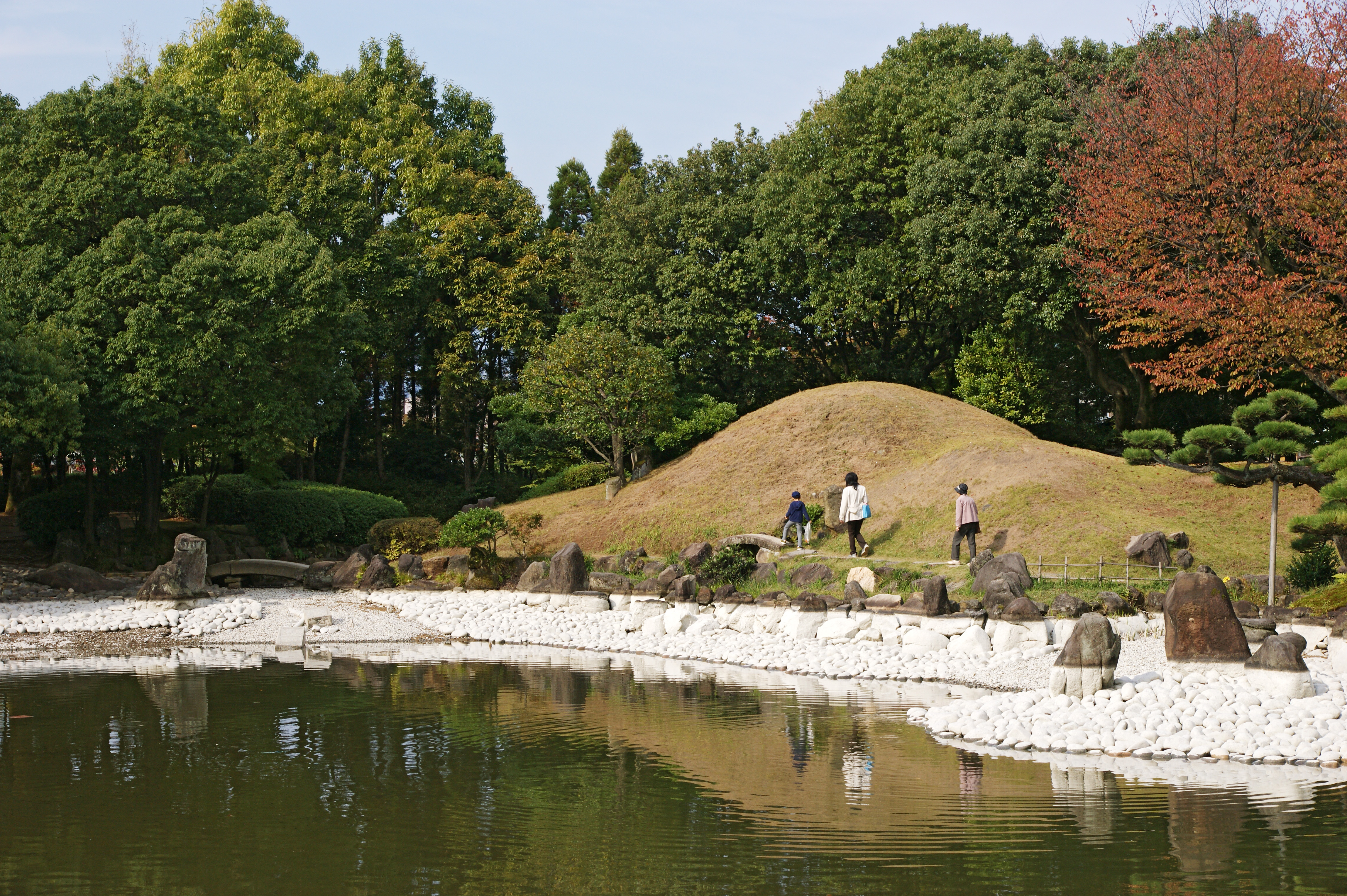
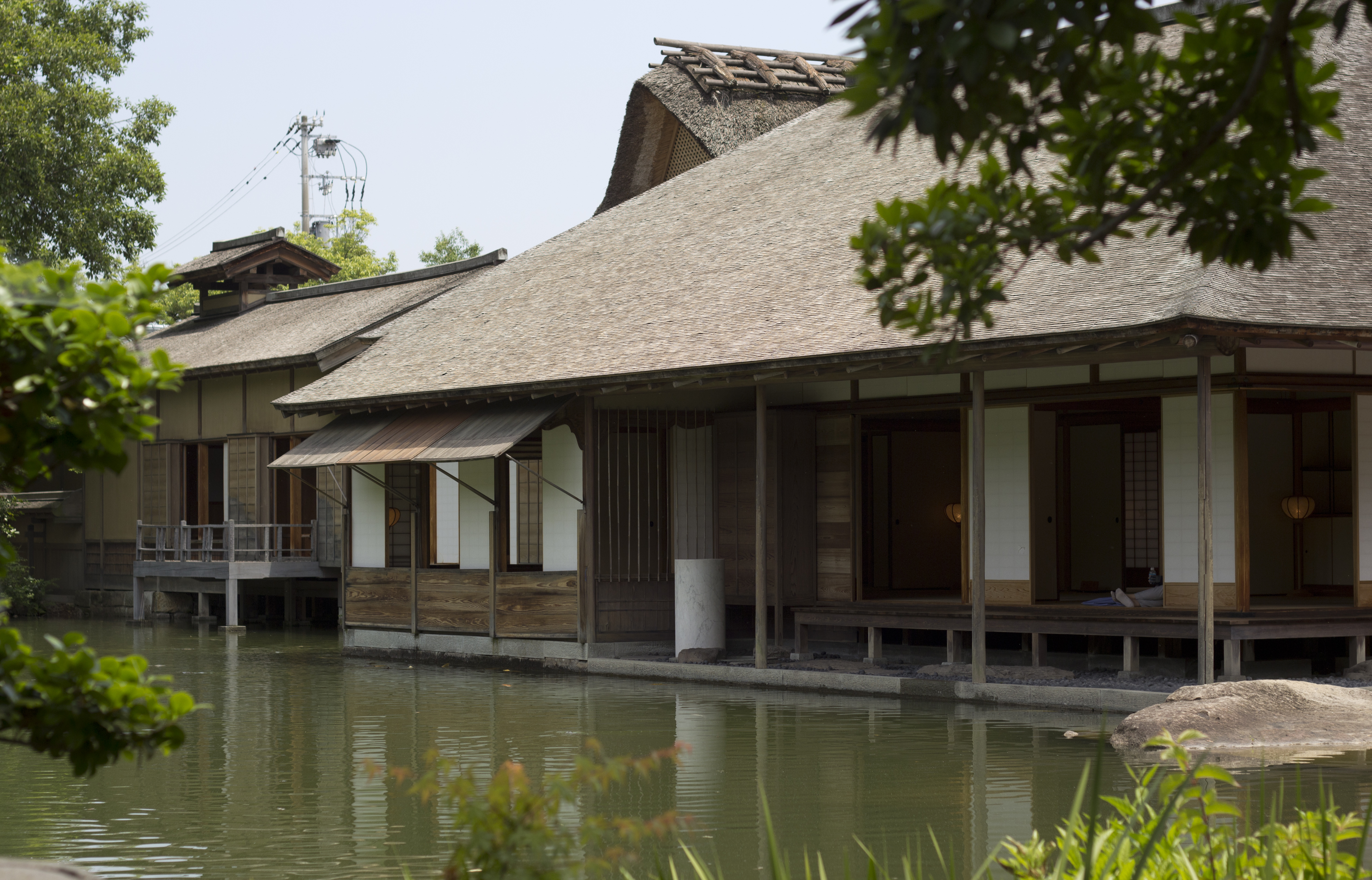
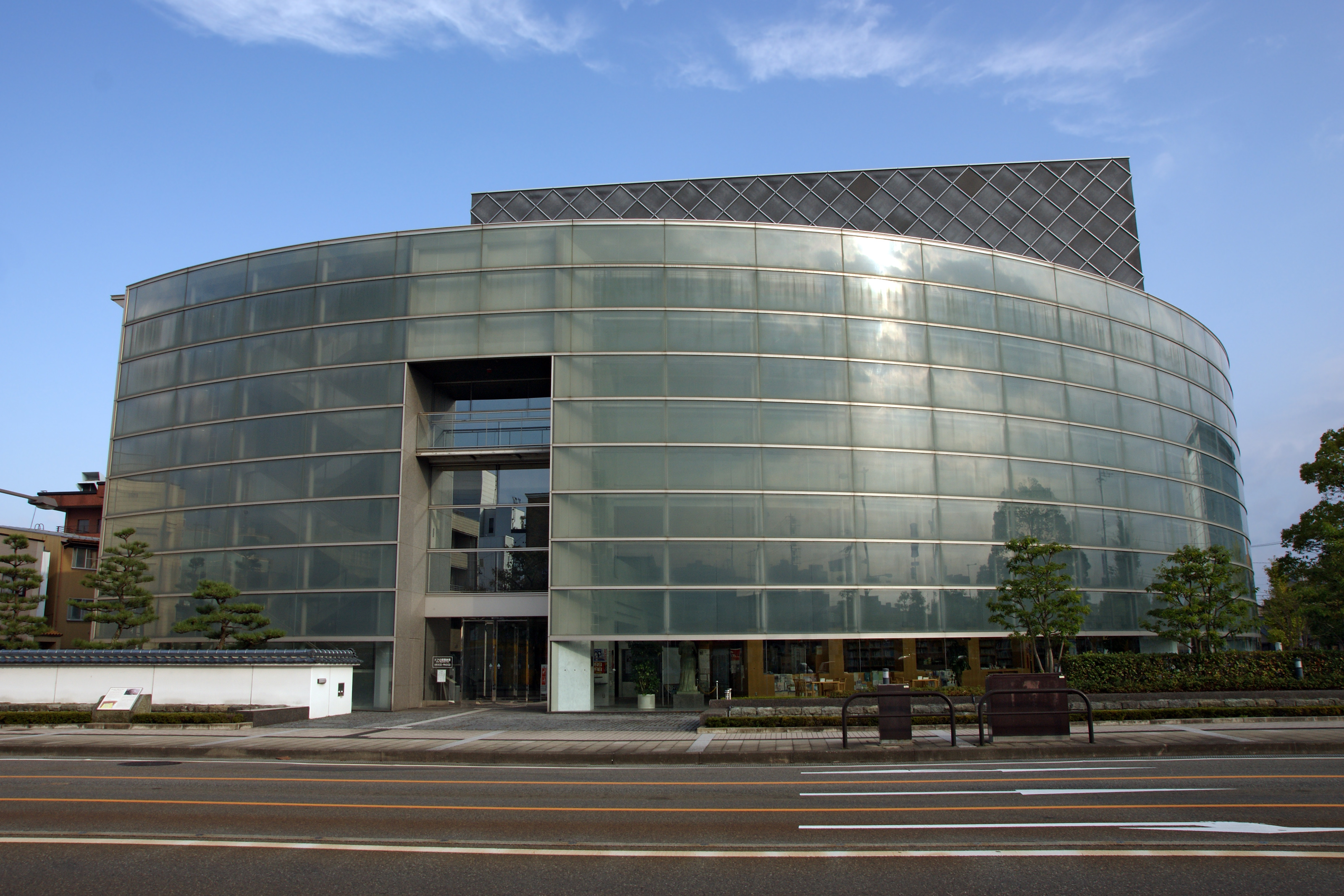
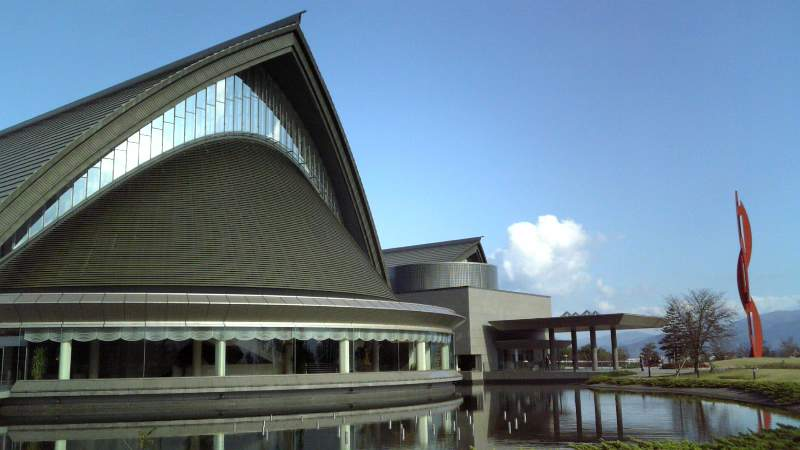
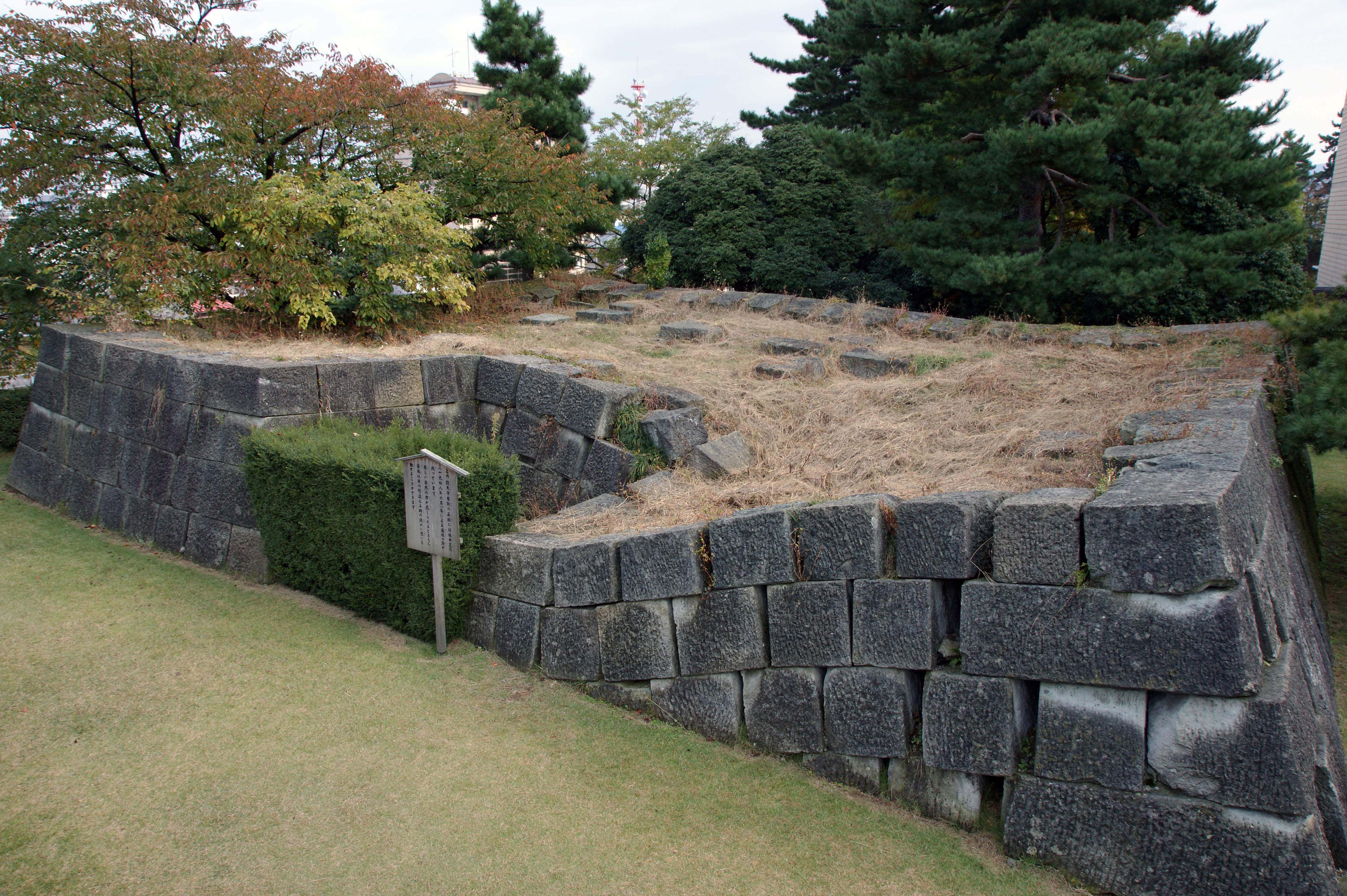

## أعلام
- دايتشي أومي
- شيغه-رو كوباياشي
- ماساكازو كاتسورا
- هاياتو هاشيموتو
- كيسوكه أوكادا
- ماساكازو أشيدا